# Мхітарян Генріх Гамлетович
Ге́нріх Га́млетович Мхітаря́н (вірм. Հենրիխ Մխիթարյան; нар. 21 січня 1989, Єреван, СРСР) — вірменський футболіст, півзахисник збірної Вірменії та італійської «Інтернаціонале». Син футболіста Гамлета Мхітаряна.
Почесний громадянин Єревана (2012). Багаторазовий чемпіон Вірменії та України, сім разів визнавався футболістом року у Вірменії, найкращий бомбардир українського чемпіонату 2012/13. Найкращий бомбардир в історії збірної Вірменії.

## Біографія
Народився в Єревані 21 січня 1989 року в родині футболіста. У 1990 році переїхав до Франції, де грав його батько Гамлет Мхітарян, там Генріх вивчив французьку мову. Після смерті батька з родиною повернувся в Єреван, де почав займатися футболом в академії «Пюніка».
У 2003 році у віці 14 років відправився на чотиримісячне стажування в бразильський клуб «Сан-Паулу». Там познайомився з такими футболістами як Ернанес, Лукас, Оскар, Денілсон.
У 2017 році нагороджений орденом «За заслуги перед Вітчизною» 1-го ступеня.

## Клубна кар'єра

### «Пюнік»
Почав кар'єру в єреванському клубі «Пюнік». Був одним з лідерів клубу. Перший гол у Прем'єр-лізі забив у вересні 2006 року в єреванському матчі проти «Ширака». У тій грі 17-річний футболіст вперше був включений в основний склад «Пюніка» і вже на 18 хвилині вразив ворота досвідченого Раймонда Задуряна.
У чемпіонаті Вірменії 2009 року Мхітарян очолював список бомбардирів з 11 м'ячами. У його послугах були зацікавлені московський «Локомотив», київське «Динамо», аргентинський «Бока Хуніорс», французькі клуби «Олімпік Ліон» і «Лілль».

### «Металург» (Донецьк)
18 червня 2009 року перейшов в донецький «Металург». Вперше за клуб зіграв 18 червня 2009 року, в матчі «Металург» - «Донецьксталь» (7:0), спершу він точно пробив головою з подачі кутового, а потім забив метрів з 15, відправивши м'яч у кут воріт. 13 липня 2009 року був офіційно представлений як гравець «Металурга», Мхітарян узяв 22 номер. 16 липня 2009 офіційно дебютував за «Металург» у матчі Ліги Європи УЄФА, «Металург» — МТЗ-РІПО (3:0), в тому матчі він відзначився забитим голом. У Прем'єр-лізі України дебютував 19 липня 2009 року в матчі «Металург» - «Дніпро» (0:0). На проведеній 22 грудня 2009 року в штаб-квартирі Федерації футболу Вірменії церемонії нагородження лауреатів минулого сезону з великим відривом від переслідувачів завоював приз «Найкращого футболіста Вірменії-2009». Став володарем спільного призу від фанатської організації «First Armenian Front» (FAF) і інтернет-порталу ArmFootball.com - «Симпатія FAF».

### «Шахтар» (Донецьк)
27 серпня 2010 з'явилася інформація, що півзахисником крім донецького «Шахтаря» цікавляться бременський «Вердер» і англійський «Тоттенгем Готспур». Інформація про інтерес «шпор» до хавбека з'явилася на одному з сайтів уболівальників англійського клубу. Через 3 дні Мхітарян підписав з «Шахтарем» контракт на 5 років. Сума контракт склала 7,5 млн доларів США. Як і в попередніх клубах Мхітарян взяв собі футболку з 22-м номером.
У травні 2012 року став найкращим гравцем «Шахтаря» сезону 2011/12 по голосуванню на офіційному сайті команди. У тому ж місяці став найкращим гравцем СНД за версією «Спорт-Експрес».
15 липня 2012 року в матчі 1 туру чемпіонату України проти київського «Арсеналу» зробив дубль і дві гольові передачі тим самим допоміг «Шахтарю» виграти з рахунком 6:0, а також стати найкращим гравцем матчу. 19 серпня в матчі 6-го туру проти одеського «Чорноморця» (5:1) вперше за «Шахтар» зробив хет-трик. У матчі 10 туру проти «Дніпра» забив гол у відповідь, що став 100-м в 261 офіційному матчі його професійної кар'єри. Мхітарян увійшов до Клубу-100, ставши її 19-м членом.
19 вересня 2012 року в матчі Ліги чемпіонів проти данського «Норшелланн» (2: 0) зробив дубль і став першим вірменським футболістом, який забив гол в турнірі.
У сезоні 2012/2013 Генріх встановив новий рекорд в чемпіонаті України за забитими м'ячами в першому колі - 18 м'ячів.
11 травня 2013 року Мхітарян побив рекорд за забитими м'ячами протягом сезону в чемпіонаті України зробивши дубль в матчі проти сімферопольської «Таврії».

### «Боруссія» (Дортмунд)
Після вдалого сезону в складі «Шахтаря» Генріх Мхітарян виявив бажання покинути стан «гірників» і перебратися в сильніший клуб. Футболіста бажали бачити французький «Парі Сен-Жермен», англійські «Ліверпуль», «Манчестер Сіті», «Челсі» і «Тоттенгем» [16], італійський «Ювентус» і дортмундська «Боруссія». Спочатку найближче до підписання гравця був «Ліверпуль», вболівальники якого навіть стали розучувати правильну вимову прізвища вірменського футболіста. Однак його випередила дортмундська «Боруссія», яка 8 липня 2013 року оголосила про підписання футболіста. Контракт був укладений на чотири роки, сума трансферу склала € 27,5 млн. Перехід Мхітаряна став найдорожчим трансфером в історії клубу. У новій команді вірменський футболіст взяв собі 10-й номер. 4 вересня 2013 року Мхітарян забив свої перші офіційні голи за дортмундську «Боруссію», зробивши дубль проти «Айнтрахта» (1: 2).
22 жовтня 2013 забив свій перший м'яч у матчі Лізі чемпіонів УЄФА за «Боруссію» в грі проти «Арсеналу» (1:2). У першому сезоні за новий клуб Мхітарян забив у Бундеслізі 9 м'ячів і віддав 10 гольових передач, будучи одним з лідерів команди.
У Суперкубку Німеччини Мхітарян відкрив рахунок у зустрічі, забивши у ворота Мануеля Ноєра. В результаті дортмундська команда виграла матч з рахунком 2:0 і завоювала перший (і єдиний) трофей у сезоні. Однак попри непоганий початок результати як півзахисника, так і команди в цілому знизилися. В результаті ефективність Мхітаряна в порівнянні з минулим сезоном значно впала, а «Боруссія» вперше за останні роки не змогла потрапити в Лігу чемпіонів.

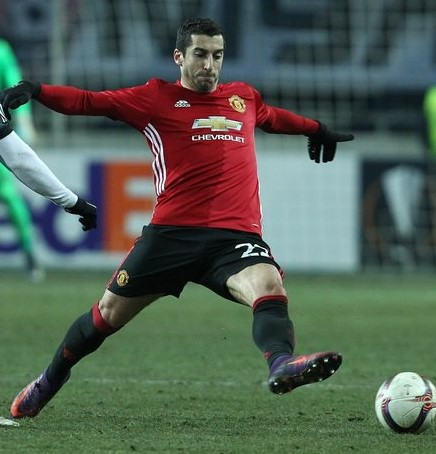
Мхітарян у складі «Манчестер Юнайтед»

Сезон 2015/2016 почався з того, що колишній наставник Юрген Клопп подав у відставку, а його місце зайняв Томас Тухель. Зі зміною тренера Мхітарян діяв упевнено й почав забивати. У другому матчі кваліфікаційного раунду Ліги Європи проти австрійського «Вольфсберга» відзначився хет-триком. У першому матчі Бундесліги проти «Боруссії» (Менхенгладбах) зробив дубль. У двох матчах кваліфікації Ліги Європи проти норвезького «Одд Гренланд» забив два голи і зробив дві гольові передачі. За результатами сезону Генріх став найкращим асистентом Бундесліги (15 результативних передач).
Генріх Мхітарян був визнаний найкращим гравцем сезону 2015/2016 за версією футболістів Бундесліги. Вболівальники, які голосували на сайті Deutsche Welle, також визнали його найкращим гравцем сезону.
У червні 2016 року Мхітарян повідомив керівництву «Боруссії», що не збирається продовжувати контракт з клубом, який закінчується в 2017 році. Його агент Міно Райола заявив, що Мхітарян хоче перейти в «Манчестер Юнайтед».

### «Манчестер Юнайтед»
2 липня 2016 року директор «Боруссії» Ханс-Йоахім Ватцке повідомив, що німецький клуб прийняв пропозицію про трансфер Мхітаряна в англійський клуб «Манчестер Юнайтед». 6 липня «МЮ» оголосив про перехід Мхітаряна. Вірменський півзахисник підписав з англійським клубом чотирирічний контракт. Сума трансферу склала, за деякими даними, 26,3 млн фунтів. 7 серпня 2016 року Мхітарян дебютував у складі «Юнайтед», вийшовши на останніх хвилинах переможного матчу за Суперкубок Англії проти «Лестер Сіті». 
24 травня 2017 Мхітарян відзначився голом на 48-й хвилині у ворота «Аякса» у фіналі Ліги Європи 2017. Його гол став другим у переможному для «Юнайтед» фіналі.

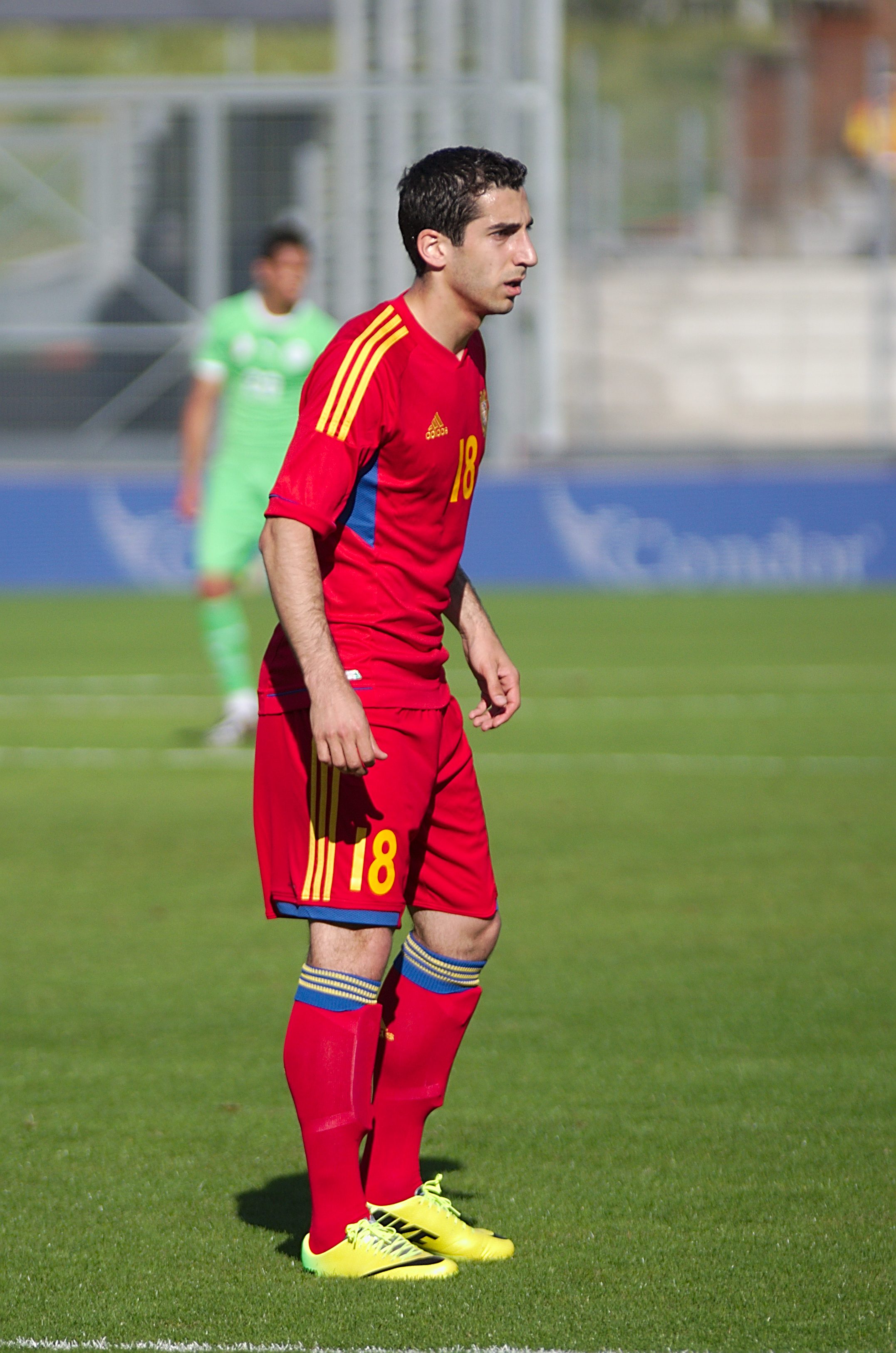
Генріх у складі збірної Вірменії

Загалом за півтора сезону в лавах манкуніанців узяв участь у 63 матчах усіх турнірів, відзначившись 13 голами.

### «Арсенал»
22 січня 2018 року оголошено, що гравець переходить до лондонського «Арсенала» в обмін на чилійського нападника Алексіса Санчеса.
Провівши в Лондоні півтора сезону, на початку вересня 2019 року погодився приєднатися на умовах оренди до римської «Роми», ставши таким чином першим футболістом з Вірменії в італійській Серії A.

### Виступи в Італії
У римському клубі став важливою фігурою у півзахисті і, коли влітку 2020 року гравець і лондонський «Арсенал» домовились про передчасне припинення контракту, «Рома» підписала гравця на постійних умовах. Загалом відіграв за «вовків» три сезони, взявши участь у 116 іграх і забивши 29 голів.
У липні 2022 року 33-річний півзахисник підписав дворічну угоди з міланським «Інтернаціонале».

## Національна збірна
Гравець національної збірної Вірменії, за яку дебютував 14 січня 2007 року в матчі з Панамою. Поступово став не лише її основним гравцем, але й ключовою фігурою в атакувальних побудовах команди. Найкращий бомбардир в історії національної збірної (32 голи).
| Дата       | Місто               | Господарі            | Результат | Гості                | Турнір                               | Голи | Примітки |
| ---------- | ------------------- | -------------------- | --------- | -------------------- | ------------------------------------ | ---- | -------- |
| 14-1-2007  | Лос-Анджелес        | Вірменія             | 1 – 1     | Панама               | товариський матч                     | -    | 46'      |
| 7-2-2007   | Андорра-ла-Велья    | Андорра              | 1 – 1     | Вірменія             | товариський матч                     | -    | 71'      |
| 2-2-2008   | Та-Калі             | Мальта               | 0 – 1     | Вірменія             | товариський матч                     | -    | 74'      |
| 4-2-2008   | Та-Калі             | Вірменія             | 2 – 1     | Білорусь             | товариський матч                     | -    | 56'      |
| 6-2-2008   | Та-Калі             | Вірменія             | 0 – 2     | Ісландія             | товариський матч                     | -    |          |
| 26-3-2008  | Осоїд               | Вірменія             | 1 – 0     | Казахстан            | товариський матч                     | -    | 72'      |
| 11-10-2008 | Брюссель            | Бельгія              | 2 – 0     | Вірменія             | Відбір до ЧС 2010                    | -    | 85'      |
| 11-2-2009  | Лімасол             | Вірменія             | 0 – 0     | Латвія               | товариський матч                     | -    | 88'      |
| 28-3-2009  | Єреван              | Вірменія             | 2 – 2     | Естонія              | Відбір до ЧС 2010                    | 1    |          |
| 1-4-2009   | Таллінн             | Естонія              | 1 – 0     | Вірменія             | Відбір до ЧС 2010                    | -    |          |
| 12-8-2009  | Єреван              | Вірменія             | 1 – 4     | Молдова              | товариський матч                     | -    |          |
| 5-9-2009   | Єреван              | Вірменія             | 0 – 2     | Боснія і Герцеговина | Відбір до ЧС 2010                    | -    | 90+1'    |
| 9-9-2009   | Єреван              | Вірменія             | 2 – 1     | Бельгія              | Відбір до ЧС 2010                    | -    | 19'      |
| 14-10-2009 | Бурса               | Туреччина            | 2 – 0     | Вірменія             | Відбір до ЧС 2010                    | -    |          |
| 25-5-2010  | Єреван              | Вірменія             | 3 – 1     | Узбекистан           | товариський матч                     | 1    | 79'      |
| 3-9-2010   | Єреван              | Вірменія             | 0 – 1     | Ірландія             | Відбір до ЧЄ 2012                    | -    |          |
| 7-9-2010   | Скоп'є              | Північна Македонія   | 2 – 2     | Вірменія             | Відбір до ЧЄ 2012                    | -    |          |
| 8-10-2010  | Єреван              | Вірменія             | 3 – 1     | Словаччина           | Відбір до ЧЄ 2012                    | 1    |          |
| 12-10-2010 | Єреван              | Вірменія             | 4 – 0     | Андорра              | Відбір до ЧЄ 2012                    | 1    |          |
| 9-2-2011   | Лімасол             | Вірменія             | 1 – 2     | Грузія               | товариський матч                     | -    | 88'      |
| 26-3-2011  | Єреван              | Вірменія             | 0 – 0     | Росія                | Відбір до ЧЄ 2012                    | -    |          |
| 4-6-2011   | Санкт-Петербург     | Росія                | 3 – 1     | Вірменія             | Відбір до ЧЄ 2012                    | -    |          |
| 10-8-2011  | Каунас              | Литва                | 3 – 0     | Вірменія             | товариський матч                     | -    |          |
| 2-9-2011   | Андорра-ла-Велья    | Андорра              | 0 – 3     | Вірменія             | Відбір до ЧЄ 2012                    | 1    |          |
| 6-9-2011   | Жиліна              | Словаччина           | 0 – 4     | Вірменія             | Відбір до ЧЄ 2012                    | 1    |          |
| 7-10-2011  | Єреван              | Вірменія             | 4 – 1     | Північна Македонія   | Відбір до ЧЄ 2012                    | 1    |          |
| 11-10-2011 | Дублін              | Ірландія             | 2 – 1     | Вірменія             | Відбір до ЧЄ 2012                    | 1    |          |
| 29-2-2012  | Лімасол             | Вірменія             | 3 – 1     | Канада               | товариський матч                     | -    |          |
| 31-5-2012  | Куфштайн            | Греція               | 1 – 0     | Вірменія             | товариський матч                     | -    | 86'      |
| 5-6-2012   | Єреван              | Вірменія             | 3 – 0     | Казахстан            | товариський матч                     | -    |          |
| 15-8-2012  | Єреван              | Вірменія             | 1 – 2     | Білорусь             | товариський матч                     | -    |          |
| 7-9-2012   | Та-Калі             | Мальта               | 0 – 1     | Вірменія             | Відбір до ЧС 2014                    | -    |          |
| 11-9-2012  | Софія               | Болгарія             | 1 – 0     | Вірменія             | Відбір до ЧС 2014                    | -    |          |
| 12-10-2012 | Єреван              | Вірменія             | 1 – 3     | Італія               | Відбір до ЧС 2014                    | 1    |          |
| 14-11-2012 | Єреван              | Вірменія             | 4 – 2     | Литва                | товариський матч                     | 1    | 73'      |
| 5-2-2013   | Валенсія            | Вірменія             | 1 – 1     | Люксембург           | товариський матч                     | -    |          |
| 26-3-2013  | Єреван              | Вірменія             | 0 – 3     | Чехія                | Відбір до ЧС 2014                    | -    |          |
| 7-6-2013   | Єреван              | Вірменія             | 0 – 1     | Мальта               | Відбір до ЧС 2014                    | -    |          |
| 11-6-2013  | Копенгаген          | Данія                | 0 – 4     | Вірменія             | Відбір до ЧС 2014                    | 1    |          |
| 6-9-2013   | Прага               | Чехія                | 1 – 2     | Вірменія             | Відбір до ЧС 2014                    | -    |          |
| 10-9-2013  | Єреван              | Вірменія             | 0 – 1     | Данія                | Відбір до ЧС 2014                    | -    |          |
| 11-10-2013 | Єреван              | Вірменія             | 2 – 1     | Болгарія             | Відбір до ЧС 2014                    | -    |          |
| 15-10-2013 | Неаполь             | Італія               | 2 – 2     | Вірменія             | Відбір до ЧС 2014                    | 1    |          |
| 5-3-2014   | Краснодар           | Росія                | 2 – 0     | Вірменія             | товариський матч                     | -    | 62'      |
| 27-5-2014  | Женева              | ОАЕ                  | 3 – 4     | Вірменія             | товариський матч                     | 2    |          |
| 31-5-2014  | Сьйон               | Алжир                | 3 – 1     | Вірменія             | товариський матч                     | -    |          |
| 6-6-2014   | Майнц               | Німеччина            | 6 – 1     | Вірменія             | товариський матч                     | 1    |          |
| 3-9-2014   | Рига                | Латвія               | 2 – 0     | Вірменія             | товариський матч                     | -    |          |
| 7-9-2014   | Копенгаген          | Данія                | 2 – 1     | Вірменія             | Відбір до ЧЄ 2016                    | 1    |          |
| 14-11-2014 | Фару                | Португалія           | 1 – 0     | Вірменія             | Відбір до ЧЄ 2016                    | -    |          |
| 29-3-2015  | Ельбасан            | Албанія              | 2 – 1     | Вірменія             | Відбір до ЧЄ 2016                    | -    |          |
| 13-6-2015  | Єреван              | Вірменія             | 2 – 3     | Португалія           | Відбір до ЧЄ 2016                    | -    |          |
| 4-9-2015   | Новий Сад           | Сербія               | 2 – 0     | Вірменія             | Відбір до ЧЄ 2016                    | -    | кап.     |
| 7-9-2015   | Єреван              | Вірменія             | 0 – 0     | Данія                | Відбір до ЧЄ 2016                    | -    | кап.     |
| 8-10-2015  | Ніцца               | Франція              | 4 – 0     | Вірменія             | товариський матч                     | -    | кап. 60' |
| 11-10-2015 | Єреван              | Вірменія             | 0 – 3     | Албанія              | Відбір до ЧЄ 2016                    | -    | кап.     |
| 25-3-2016  | Єреван              | Вірменія             | 0 – 0     | Білорусь             | Відбір до ЧЄ 2016                    | -    |          |
| 28-5-2016  | Карсон              | Гватемала            | 1 – 7     | Вірменія             | Відбір до ЧЄ 2016                    | 3    | кап.     |
| 2-6-2016   | Карсон (Каліфорнія) | Сальвадор            | 0 – 4     | Вірменія             | товариський матч                     | -    | кап.     |
| 31-8-2016  | Млада Болеслав      | Чехія                | 3 – 0     | Вірменія             | товариський матч                     | -    | кап. 38' |
| 11-11-2016 | Єреван              | Вірменія             | 3 – 2     | Чорногорія           | Відбір до ЧС 2018                    | -    | кап.     |
| 26-3-2017  | Єреван              | Вірменія             | 2 – 0     | Казахстан            | Відбір до ЧС 2018                    | 1    | кап.     |
| 4-6-2017   | Єреван              | Вірменія             | 5 – 0     | Сент-Кіттс і Невіс   | товариський матч                     | 2    | кап.     |
| 10-6-2017  | Подгориця           | Чорногорія           | 4 – 1     | Вірменія             | Відбір до ЧС 2018                    | -    | кап.     |
| 1-9-2017   | Бухарест            | Румунія              | 1 – 0     | Вірменія             | Відбір до ЧС 2018                    | -    | кап.     |
| 4-9-2017   | Єреван              | Вірменія             | 1 – 4     | Данія                | Відбір до ЧС 2018                    | -    | кап. 89' |
| 5-10-2017  | Єреван              | Вірменія             | 1 – 6     | Польща               | Відбір до ЧС 2018                    | -    | кап.     |
| 8-10-2017  | Нур-Султан          | Казахстан            | 1 – 1     | Вірменія             | Відбір до ЧС 2018                    | 1    | кап.     |
| 9-11-2017  | Єреван              | Вірменія             | 4 – 1     | Білорусь             | товариський матч                     | 1    | кап. 74' |
| 13-11-2017 | Єреван              | Вірменія             | 3 – 2     | Кіпр                 | товариський матч                     | 1    | кап. 79' |
| 24-3-2018  | Єреван              | Вірменія             | 0 – 0     | Естонія              | товариський матч                     | -    | кап.     |
| 27-3-2018  | Єреван              | Вірменія             | 0 – 1     | Литва                | товариський матч                     | -    | кап.     |
| 29-5-2018  | Ваттенс             | Вірменія             | 1 – 1     | Мальта               | товариський матч                     | -    | кап. 85' |
| 4-6-2018   | Кематен-ін-Тіроль   | Молдова              | 0 – 0     | Вірменія             | товариський матч                     | -    | кап. 38' |
| 6-9-2018   | Єреван              | Вірменія             | 2 – 1     | Ліхтенштейн          | Ліга націй УЄФА 2018-2019 - 1-й етап | -    | кап.     |
| 9-9-2018   | Скоп'є              | Північна Македонія   | 2 – 0     | Вірменія             | Ліга націй УЄФА 2018-2019 - 1-й етап | -    | кап.     |
| 13-10-2018 | Єреван              | Вірменія             | 0 – 1     | Гібралтар            | Ліга націй УЄФА 2018-2019 - 1-й етап | -    | кап.     |
| 16-10-2018 | Єреван              | Вірменія             | 4 – 0     | Північна Македонія   | Ліга націй УЄФА 2018-2019 - 1-й етап | 1    | кап. 71' |
| 16-11-2018 | Гібралтар           | Гібралтар            | 2 – 6     | Вірменія             | Ліга націй УЄФА 2018-2019 - 1-й етап | -    | кап.     |
| 19-11-2018 | Вадуц               | Ліхтенштейн          | 2 – 2     | Вірменія             | Ліга націй УЄФА 2018-2019 - 1-й етап | -    | кап.     |
| 23-3-2019  | Сараєво             | Боснія і Герцеговина | 2 – 1     | Вірменія             | Відбір до ЧЄ 2020                    | 1    | кап.     |
| 26-3-2019  | Єреван              | Вірменія             | 0 – 2     | Фінляндія            | Відбір до ЧЄ 2020                    | -    | кап.     |
| 8-6-2019   | Єреван              | Вірменія             | 3 – 0     | Ліхтенштейн          | Відбір до ЧЄ 2020                    | -    | кап.     |
| 11-6-2019  | Марусі              | Греція               | 2 – 3     | Вірменія             | Відбір до ЧЄ 2020                    | -    | кап.     |
| 5-9-2019   | Єреван              | Вірменія             | 1 – 3     | Італія               | Відбір до ЧЄ 2020                    | -    | кап.     |
| 8-9-2019   | Єреван              | Вірменія             | 4 – 2     | Боснія і Герцеговина | Відбір до ЧЄ 2020                    | 2    | кап.     |
| 11-10-2020 | Єреван              | Вірменія             | 2 – 2     | Грузія               | Ліга націй УЄФА 2020-2021 - 1-й етап | 1    | кап.     |
| 14-10-2020 | Таллінн             | Естонія              | 1 – 1     | Вірменія             | Ліга націй УЄФА 2020-2021 - 1-й етап | -    | кап.     |
| 2-9-2021   | Скоп'є              | Північна Македонія   | 0 – 0     | Вірменія             | Відбір до ЧС 2022                    | -    | кап. 51' |
| 5-9-2021   | Штутгарт            | Німеччина            | 6 – 0     | Вірменія             | Відбір до ЧС 2022                    | -    | кап.     |
| 8-9-2021   | Єреван              | Вірменія             | 1 – 1     | Ліхтенштейн          | Відбір до ЧС 2022                    | 1    | кап.     |
| 8-10-2021  | Рейк'явік           | Ісландія             | 1 – 1     | Вірменія             | Відбір до ЧС 2022                    | -    | кап.     |
| 11-10-2021 | Бухарест            | Румунія              | 1 – 0     | Вірменія             | Відбір до ЧС 2022                    | -    | кап.     |
| 11-11-2021 | Єреван              | Вірменія             | 0 – 5     | Північна Македонія   | Відбір до ЧС 2022                    | -    | кап.     |
| 14-11-2021 | Єреван              | Вірменія             | 1 – 4     | Німеччина            | Відбір до ЧС 2022                    | 1    | кап. 76' |
| Усього     |                     | Матчів (2 місце)     | 95        |                      | Голів (1 місце)                      | 32   |          |

## Досягнення

### Клубні
«Пюнік»
- Чемпіон Вірменії: 2006, 2007, 2008, 2009
- Володар Кубка Вірменії: 2009
- Володар Суперкубка Вірменії: 2007, 2008

«Шахтар»
- Чемпіон України: 2011, 2012, 2013
- Володар кубка України: 2011, 2012, 2013
- Володар Суперкубка України: 2012

«Боруссія»
- Віцечемпіон Німеччини: 2014
- Фіналіст кубка Німеччини: 2014, 2015

«Манчестер Юнайтед»
- Переможець Ліги Європи УЄФА: 2016–17

«Рома»
- Переможець Ліги конференцій УЄФА: 2021–22

«Інтернаціонале»
- Чемпіон Італії: 2023–24
- Володар кубка Італії: 2023
- Володар Суперкубка Італії: 2022, 2023

### Індивідуальні
- Найкращий футболіст Вірменії: 2009, 2011, 2012, 2013, 2014, 2015, 2016, 2017
- Футболіст року в чемпіонаті України: 2012
- Найкращий бомбардир Чемпіонату України: 2012—2013
- Легіонер року в чемпіонаті України: 2012
- Володар нагороди «Симпатія FAF» («First Armenian Front» и ArmFootball.com): 2009
- Найкращий футболіст СНД і країн Балтії: 2012, 2013
- IFFHS найпопулярніший футболіст Європи: 2012
- Рекордсмен чемпіонату України за кількістю забитих м'ячів за сезон: 25 голів
- Символічна збірна Чемпіонату Німеччини: 2013—2014